# Ананикян, Павел Павлович
Павел Павлович Ананикян (арм. Պավել Անանիկյան) (7 мая 1930, Эривань — 3 декабря 2018, Ереван) ― советский и армянский врач-хирург, доктор медицинских наук, профессор, Заслуженный деятель науки Армении, действительный член Академии медицинских наук, президент Академии хирургических наук Армении,  член Союза художников и писателей Армении.

## Биография
Родился 7 мая 1930 года в Эривани, Армянская ССР, СССР.
В 1955 году окончил лечебно-профилактический факультет Ереванского медицинского института. Учителями Ананикяна были хирурги Иван Геворкян, С. Галстян. После окончания университета работал в Центральной государственной больнице в хирургическом отделении. С 1963 года работал на кафедре общей хирургии Ереванского медицинского института. С 1976 по 2000 год был заведующим хирургическим отделением, с 1976 по 1998 год ― главный хирург, президент благотворительной ассоциации «Еркир Наири». С 1988 года ― член Европейского общества хирургов грудного отдела.

## Научная деятельность
Основные работы Ананикяна относятся к сердечно-сосудистой хирургии. Разработал методы лечения желудочно-кишечных кровотечений, а также рецидивов заболеваний, диагностики воспаления желчного пузыря. Ананикян является одним из основоположников сосудистой хирургии Армянской ССР. Автор около 500 публикаций, 13 монографий и 3 учебных пособий.

## Награды
- Медаль Мхитара Гераци
- Диплом большой советской выставки в московском Манеже
- Заслуженный деятель науки Армении

## Художник
Рисовал с юных лет, серьезнее подошел к живописи в 50 лет. Как художник, любил писать пейзажи горы Арарат. Его картины выставлялись в Ташкенте в Галерее художников СНГ. Сборник рисунков Ананикяна издан большим тиражом.

## Семья
- Жена ― Эльмира Геворгян, невролог, заслуженный врач Армении
- Дочь ― Анаит Горгян, психиатр
- Дочь ― Анна - психиатр.
- Сын ― хирург Петрос Ананикян
- Сын ― Павел Ананикян младший, врач

## Сочинения
- Лимфография в диагностике и лечении венозных заболеваний нижних конечностей, Э., 1982 (соавтор).
- Разговоры с хирургом, Э., 1988.
- Аппендицит, Э., 1998.
- Аортоартериография в диагностике атеросклероза брюшной аорты и ее ветвей, Е. 1966 (համահեղինակ).